# Curcuma ornata
Curcuma ornata là một loài thực vật có hoa trong họ Gừng. Loài này được Joachim Otto Voigt liệt kê năm 1845 trong Hortus Suburbanus Calcuttensis và dẫn chiếu là lấy theo Nathaniel Wallich, nhưng mô tả khoa học đầu tiên chỉ được John Gilbert Baker đưa ra năm 1890.

## Phân bố
Theo Voigt và Baker thì loài này có tại vùng Bago (tên cũ Pegu), Myanmar. Vị trí thu thập là không rõ, nhưng có lẽ là trong các rừng lá sớm rụng ẩm ướt.

## Mô tả
Thân rễ lớn, củ không cuống 0, củ có cuống nhiều. Thân lá tạo ra sau hoa. Lá hình trứng có vết mờ ở tâm khi non, có lẽ thuôn dài khi đã phát triển. Cành hoa bông thóc dài dưới 1 ft (30 cm), đường kính 3-4 inch (7,5-10 cm). Lá bắc có chóp đỉnh màu ánh trắng với màu tía cẩm quỳ, các lá bắc trên phần như vậy nhiều hơn, dài 2 inch (5 cm). Hoa dài ngang lá bắc; phiến trải rộng đường kính 0,5 inch (1,3 cm), màu trắng ánh vàng. Các thùy tràng hoa ánh đỏ. Có quan hệ gần với C. comosa.
C. ornata chỉ được biết đến từ một mẫu vật được trồng tại Vườn thực vật Calcutta. Nó cũng được liệt kê trong các sách của Francis Mason (1799-1874) như Flora Burmanica or A catalogue of plants, indigenous and cultivated in the valleys of the Irrawaddy, Salwen and Tenasserim (Thực vật chí Burma hay Danh lục các loài thực vật, bản địa và gieo trồng trong các thung lũng Irrawaddy, Salwen và Tenasserim) năm 1851 và Burmah, Notes on the nations, fauna, flora and minerals of Tenasserim, Pegu and Burmah (Burmah, Ghi chép về các dân tộc, động vật chí, thực vật chí và khoáng sản của Tenasserim, Pegu và Burmah) năm 1860. Tính hợp lệ của C. ornata như một loài là đáng ngờ, do nó đã không được thu thập kể từ Wallich trong thế kỷ 19. Theo Branney H. M. E. (2005) trong Hardy Gingers thì tên gọi này là không hợp lệ và được áp dụng sai cho các mẫu vật của một số loài, bao gồm cả C. zedoaria và C. elata.